# Rodensteiner Schloss
Das Rodensteiner Schloss (oftmals auch Rodensteiner Hof genannt) liegt an der nördlichen Flanke der Altstadt der Stadt Groß-Umstadt im Landkreis Darmstadt-Dieburg in Hessen und ist einer der sieben ehemaligen Adelssitze der Stadt.

## Lage

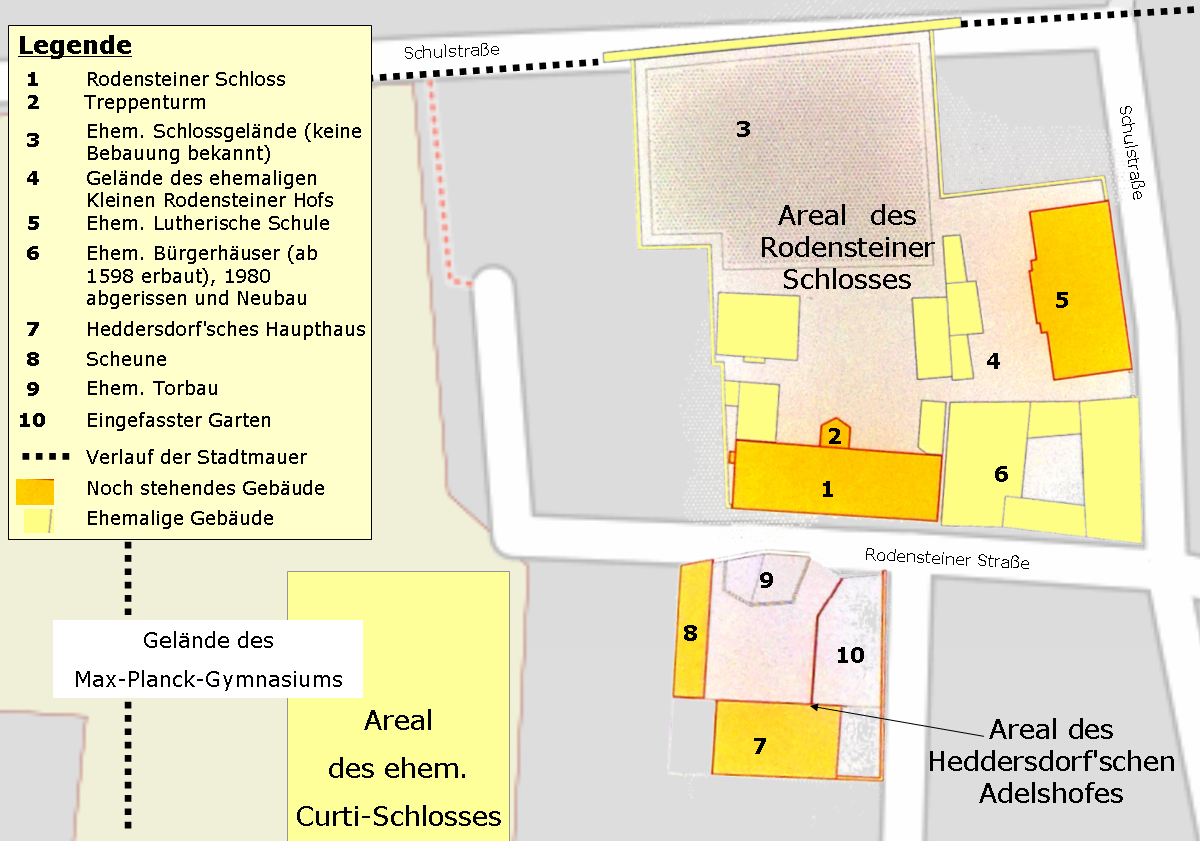
Größe und Lage des Rodensteiner Schloss-Areals

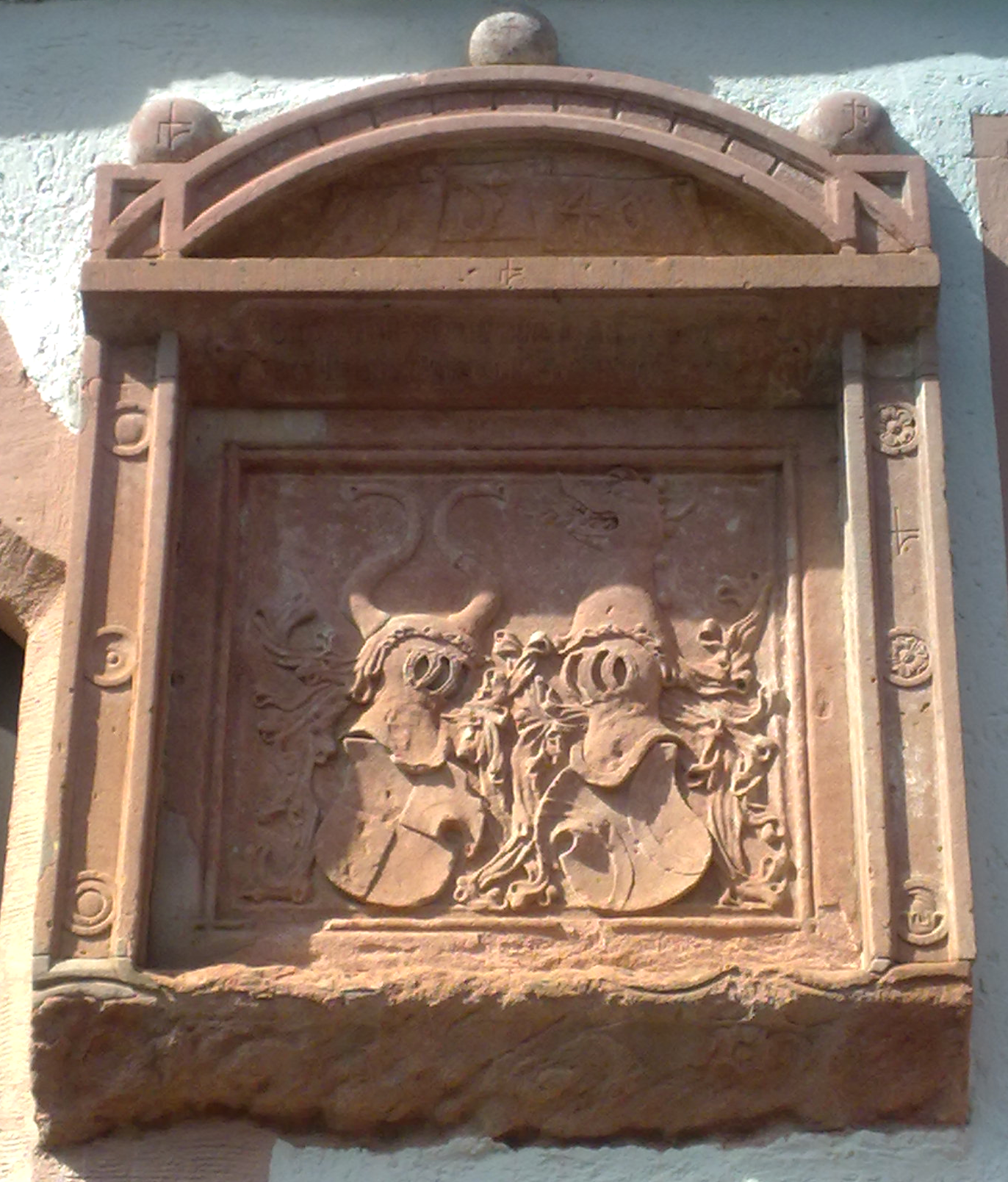
Das Allianzwappen der Erstbesitzer: Die Schelme von Bergen und die Herren von Boineburg

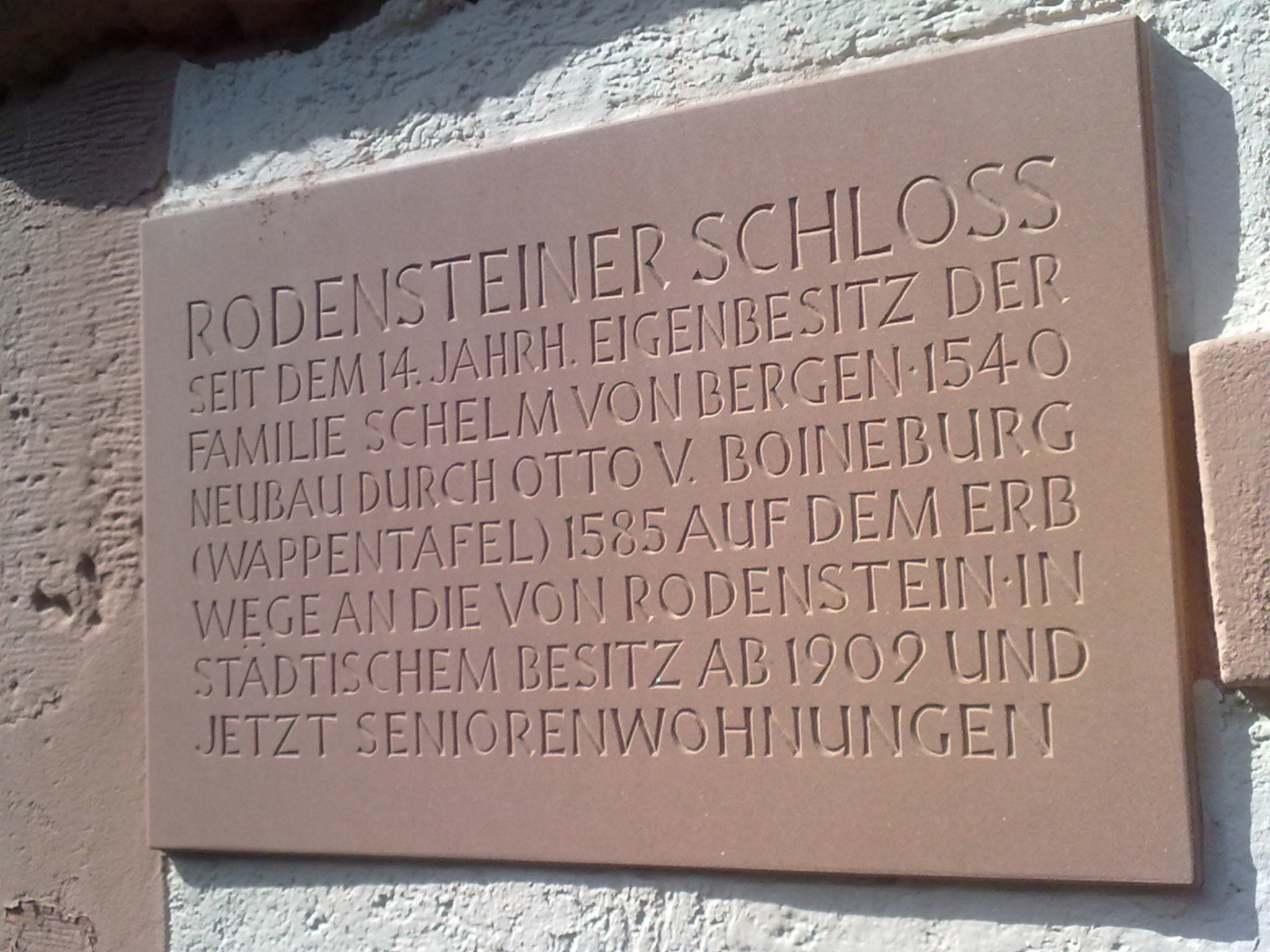
Die Informationstafel am großen Tor

Der ehemalige Adelshof liegt knapp 50 Meter nördlich des Wambolt’schen und des Pfälzer Schlosses und in Rufweite des ehemaligen Curti-Schlosses und bildete den westlichen Abschluss der nördlichen alten Stadtmauer, die am östlichen Abschluss durch das Darmstädter Schloss geschützt war.

## Geschichte
Die Geschichte des Umstadt-Otzberger Zweiges der Schelme von Bergen wird mit Hermann Schelm von Bergen und seiner Ehefrau Benigna von Heusenstamm begründet. Ein erster Nachweis des späteren Schlosses ist mit dem Jahr 1409 vorhanden. Der Pfalzgraf Ruprecht III stellte den herrschaftlichen Lehnshof dem Sibolt Schelm von Bergen lehensfrei. Angehörige der Familie waren schon seit dem 13. Jahrhundert als Amtmänner und Vögte für die Kurpfalz in Amt und Würden. 1454 erfolgt eine Aufteilung in Vorder- und Hinterhaus für die Brüder Hans und Eberhart Schelm von Bergen. Für das Jahr 1465 ist eine Erweiterung des Schlosses unter anderem auch mit dem Anbau des heute noch vorhandenen sechseckigen Treppenturmes mit einer steinernen Wendeltreppe nachgewiesen. Gleichzeitig wurde durch Ankauf das Areal erweitert. Das geschah durch Hans S.v.B.'s Sohn Karl S.v.B (* 1443; † 16. Februar 1489 in Umstadt). 1540 ging das Areal durch Heirat der Anna Schelm von Bergen an Otto von Boyneburg (hier Boineburg), der Amtmann in Umstadt war und der es zu einem großen Teil neu bauen ließ. Dies ist auch am erhaltenen Allianzwappen der Schelme von Bergen und der von Boineburg mit darüber liegender Jahreszahl am Torbogen neben der ehemaligen Haupteinfahrt zu sehen. Von 1585 (Heirat von Otto von Boineburgs Tochter Anna mit Jörg III. von Rodenstein) bis zu ihrem Aussterben im Mannesstamm 1671 sind die von Rodenstein als Besitzer und Namensgeber nachgewiesen. Es war danach katholische Kollektur, Pfarrer- und Lehrerwohnung. Seit 1909 ist es in städtischem Besitz. Von 1924 bis 1934 war eine Zigarettenfabrik dort ausgewiesen. Das Schloss ist heute ein Seniorenwohnheim.

## Baugeschichte
Das Gebäude selbst und der hintere Garten sind heute nur noch ein Bruchteil des Schlossbesitzes, die inmitten der Stadt gelegen im ausgehenden Mittelalter und der Neuzeit in das Stadtensemble eingepasst wurden. Für über die Hälfte des Areals hin zur nördlich verlaufenden alten Stadtmauer konnten bis heute keine schriftlichen Zeugnisse über Art der Bebauung und Verwendung aufgefunden werden.
Der Hauptbau selbst entspricht wohl weitgehend den Neubauten um 1550 durch das Geschlecht der von Boineburg und nachfolgender Um- und Ausbauten. Der Hauptbau ist gemauerter behauener und verputzter Sandstein mit aufgesetztem Fachwerk. An seiner westlichen Giebelwand befindet sich ein Aborterker.
1789 kam eine Fassadenänderung dazu und 1980 bei Sanierungs- und Umbaumaßnahmen wurde das Dach verändert. Auf der Straßenseite wird das massive Erdgeschoss durch eine große flachbogig geschlossene Toreinfahrt mit Handpforte geprägt. Daneben befinden sich die Wappen mit Architekturumrahmung und Segmentgiebel. Das obere Fachwerk beinhaltet Mannfiguren. Die Hofrückseite wird durch den zweigeschossigen sechseckigen Treppenturm mit steinerner Wendelstiege beherrscht. Nach mehrfachen Verkäufen mit dem Erlöschen der Rodensteiner war im Hauptgebäude zeitweise die katholische Kollektur, eine Pfarrer- und Lehrerwohnung sowie die Wohnung des städtischen Amtsdieners untergebracht. Der Hauptbau ist wegen seiner ortsgeschichtlichen und baukünstlerischen Bedeutung ein Kulturdenkmal.
Der nordöstlich angesetzte Kleine Rodensteiner Hof, in dem sich später eine Brauerei befand, wurde 1840 abgerissen und durch eine lutherische Schule mit Lehrerwohnungen ersetzt.
Die nordöstlich ans Hauptgebäude angrenzenden Rodensteiner Bürgerhäuser wurden 1598 gebaut. Ihr Name bedeutete, dass sie im Gegensatz zum freiadligen Haus, trotz Kauf durch die Herren von Rodenstein steuer- und umlagepflichtig waren. 1980 wurden sie abgerissen und noch vorhandene Stilelemente, wie ein Renaissancetorbogen mit dem für die Stadt typischen Beschlagwerk und eine Barocktür mit Sandsteingewände von 1790 in die neuen Anbauten übernommen. Diese alten Bestandteile sind Einzelkulturdenkmale.

Bilder vom Hauptschloss – Blick von Norden (Innenhof)
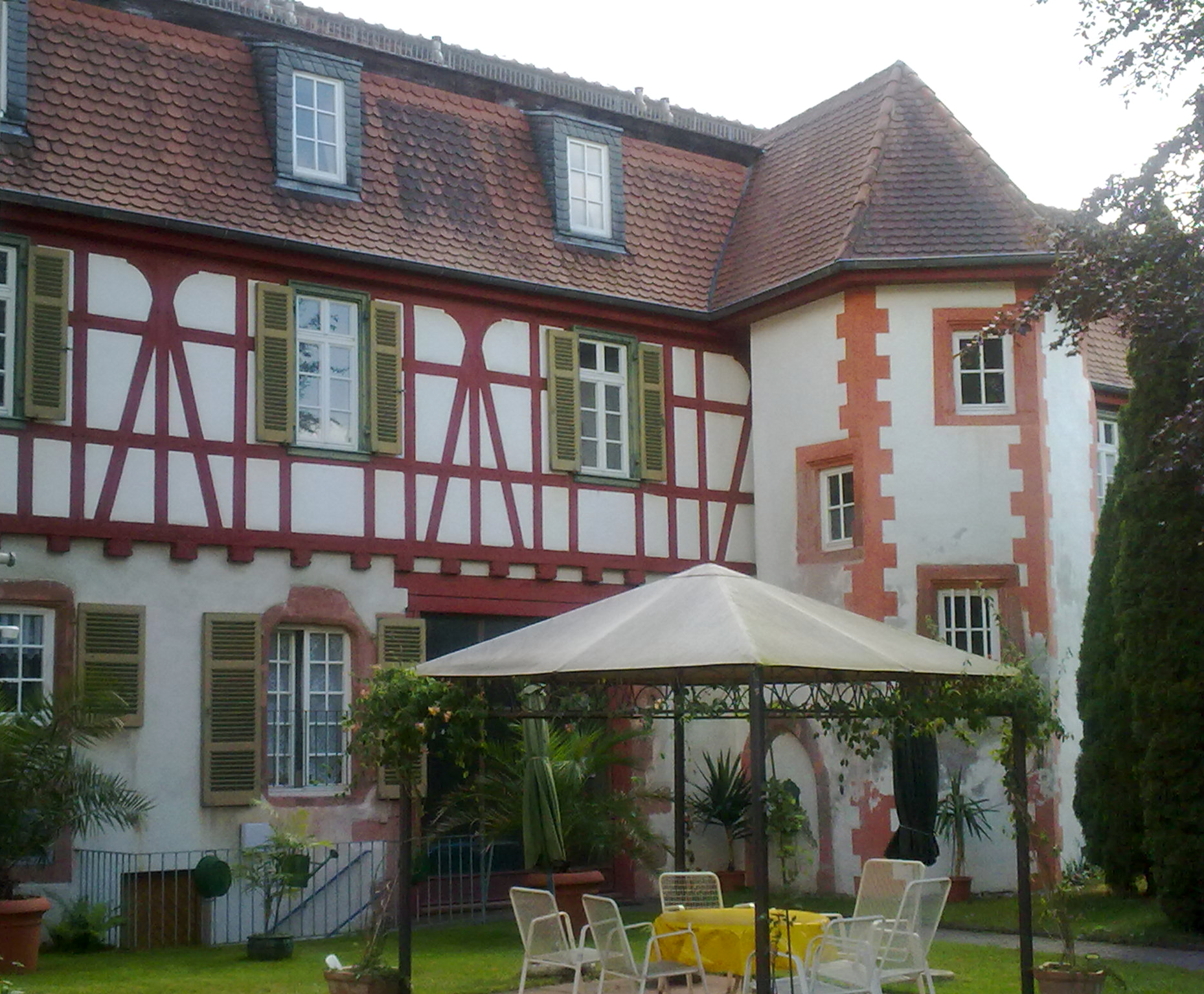
Der Ostteil des Hauptgebäudes
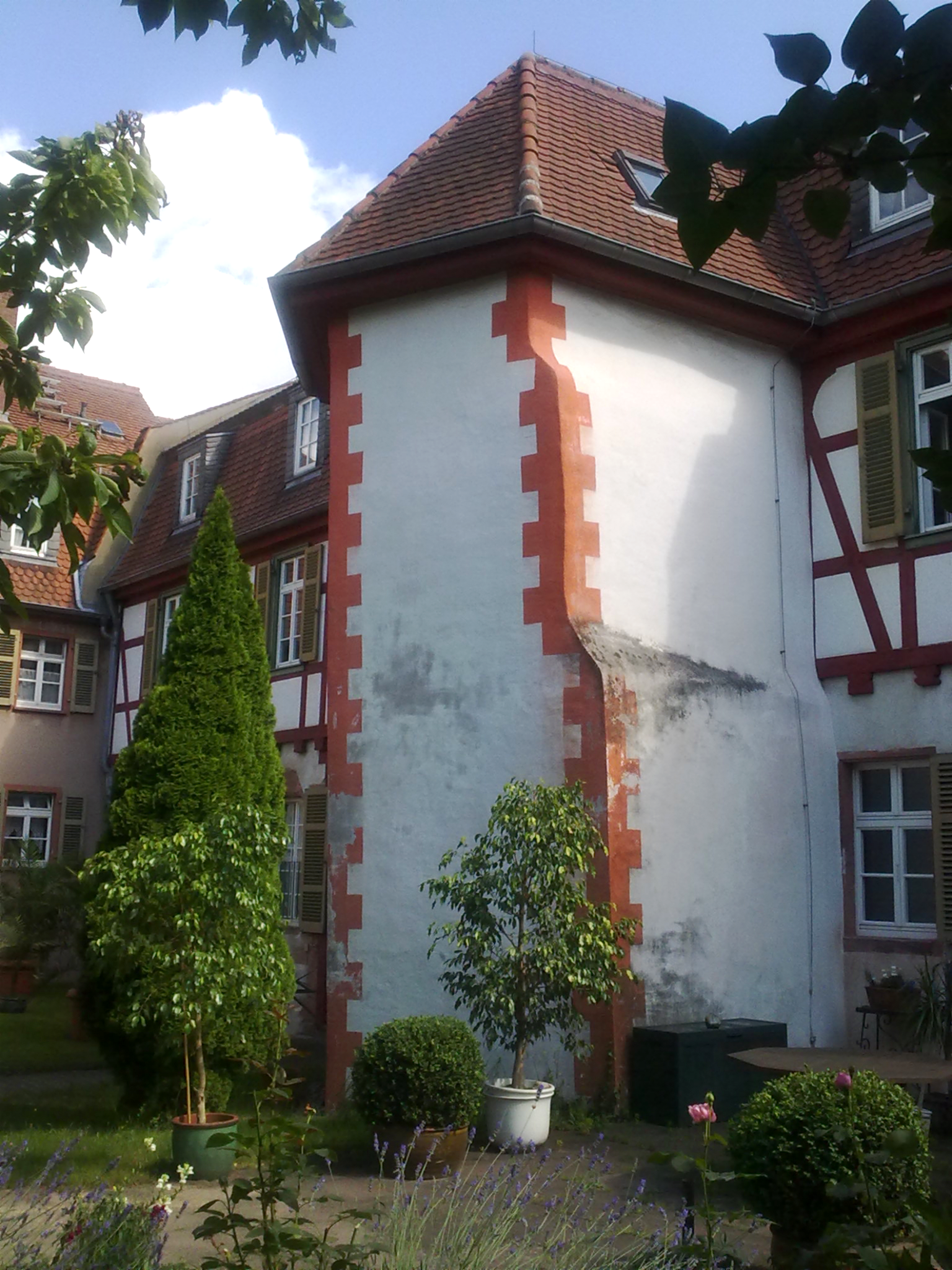
Der sechseckige Turm mit steinerner Wendeltreppe von 1465 in der Mitte
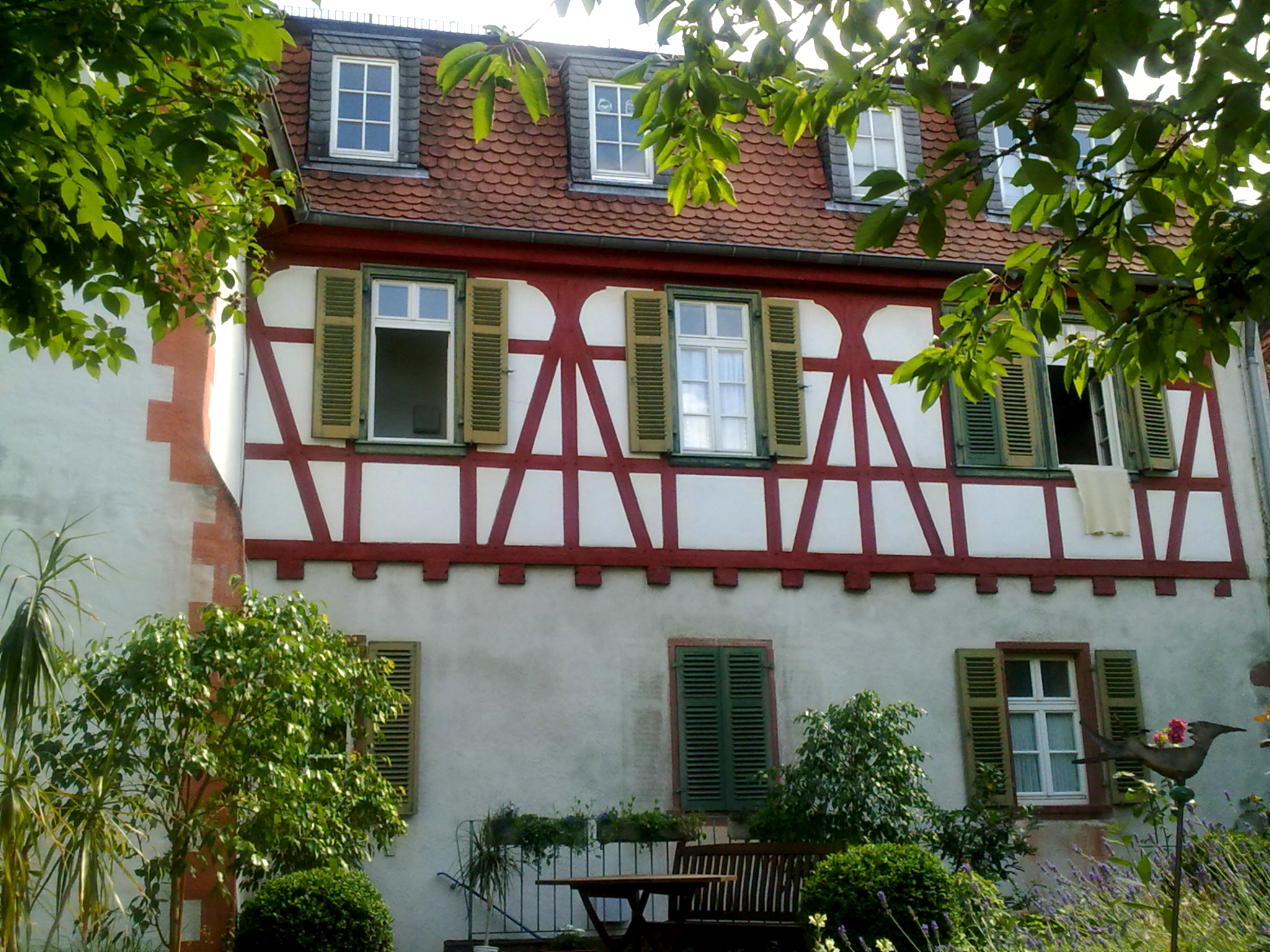
Der Westteil des Hauptgebäudes

## Heutige Nutzung
Heute ist das Schloss im Besitz der Stadt und das gesamte Bauensemble eine Seniorenwohnanlage mit Begegnungsstätte. Es handelt sich nicht um betreutes Wohnen und es ist auch keine Pflegeeinrichtung.

Die Stadt hat im Schloss eine Beratungsstelle eingerichtet. Sie ist als kommunale Frauenbeauftragte für die Belegschaft und als Gleichstellungsbeauftragte für alle Menschen der Stadt zuständig. Die andere Hälfte der Vollzeitstelle ist der Seniorenarbeit gewidmet.